# Jim Love
James Hector “Jim” Love (Blenheim, 17 gennaio 1953) è un ex rugbista a 15 e allenatore di rugby a 15 neozelandese, dal 2007 al 2010 tecnico del Viadana.

## Biografia
Nativo di Blenheim, cittadina nella provincia neozelandese di Marlborough, Jim Love militò per tutta la carriera, dal 1975 al 1985, nella rappresentativa provinciale omonima che disputava il National Provincial Championship scendendo in campo in 142 incontri di Lega.
Militò anche nella selezione coloured dei New Zealand Māori per 50 volte, tra il 1970 e il 1983.
Dopo il ritiro dall'attività agonistica passò alla carriera tecnica, guidando lo stesso Marlborough alla promozione in seconda divisione della NPC; dal 1998 al 2001 ebbe la sua prima esperienza di selezionatore dei NZ Māori; nel 1999 fu tra i fondatori della New Zealand Sports Academy a Rotorua, scuola di formazione di giovani leve rugbistiche.
Nel settembre 2001 prese in carico la gestione della Nazionale di Tonga, in vista della Coppa del Mondo di rugby 2003; nel corso di tale competizione riportò 4 sconfitte su 4 incontri (Nuova Zelanda, Galles, Italia e Canada), guadagnando un punto di bonus per la sconfitta di misura (20-27) contro i gallesi.
Tornato alla guida dei Māori per il biennio 2004-05, andò poi negli Stati Uniti per allenare una delle due franchigie federali di quel Paese, gli USA Falcons; dal campionato 2006/07, infine, guida il club italiano del Viadana, con cui ha guadagnato la Coppa Italia nel 2007 ed è giunto in finale di campionato nel 2009.

## Palmarès
- Coppe Italia: 1
Viadana: 2006-07